# Vztahy NATO a Ruska

NATO (zeleně) a Ruská federace (oranžově)

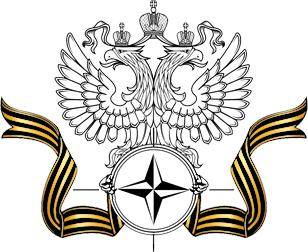
Znak Stálé mise Ruské federace při NATO.

Vztahy NATO a Ruska, respektive vztahy mezi Severoatlantickou aliancí a Ruskou federací, byly navázány v roce 1991 v rámci Severoatlantické rady pro spolupráci. Předcházelo tomu podepsání „Pařížské charty pro novou Evropu“ 19.-21. listopadu 1990. Rusko se v roce 1994 připojilo k aliančnímu programu Partnerství pro mír. 27. května 1997 byl v Paříži podepsán dokument „Zakládající akt o vzájemných vztazích, spolupráci a bezpečnosti mezi NATO a Ruskou federací“. V 90. letech obě strany podepsaly řadu důležitých dohod o spolupráci.
V roce 2002 byla za účelem řešení bezpečnostních záležitostí a společných projektů založena tzv. Rada NATO-Rusko. Spolupráce mezi Ruskem a NATO zahrnovala několik hlavních oblastí: boj proti terorismu, vojenskou spolupráci, koordinovaný postup v Afghánistánu, průmyslovou spolupráci, boj proti pašeráctví a další.
1. dubna 2014 se Severoatlantická aliance jednomyslně rozhodla v důsledku Ukrajinské krize pozastavit praktickou spolupráci s Ruskou federací.

## Vznik a eskalace napětí

### Ukrajinská krize
Rusko na Ukrajině intervenovalo nejprve na poloostrově Krymu, který následně anektovalo. Poté se objevila některá svědectví o zapojení do války na východní Ukrajině formou hybridní války. Přítomnost Ruska na Krymu mimo své základny už Rusko po několikaměsíčním popírání přiznalo. Ohledně konfliktu na východní Ukrajině Rusko ale stále[kdy?] trvá na tom, že jsou nasazeni maximálně jen ruští dobrovolníci. Způsob, jakým jsou údajně regulérní ruští vojáci prohlášeni pro účely nasazení na Ukrajině za dobrovolníky, na svém příkladu z Debalceva popsal těžce popálený ruský burjatský tankista Dorži Batomunkujev ruskému opozičnímu deníku Novaja Gazeta. Západ se snaží podpořit Ukrajinu a odradit Rusko od agrese a podpory proruských separatistů pomocí sankcí.

### Pobaltí a NATO
Z NATO se nejvíce destabilizačních snah Ruska obávají pobaltské státy, které byly půl století součástí Sovětského svazu a mají početné ruské menšiny (Estonsko 25 procent, Lotyšsko 27, Litva 5 procent). Vojenská síla těchto států je přitom malá. O problematice ruských menšin v Pobaltí na konci roku 2014 otevřeně mluvil například Putinův poradce Sergej Markov. V listopadu 2016 předpověděl Paul D. Miller, americký zahraničněpolitický expert, který už v roce 2012 předpověděl ukrajinský scénář, že do dvou let Rusko Pobaltí napadne.
Litevská prezidentka Dalia Grybauskaitė uvedla, že v případě napadení agresorem by Litva byla schopná se sama bránit 72 hodin, což by mělo stačit na to, aby spojenci Litvě přišli na pomoc. Na začátku března 2015 posílily obranyschopnost Litvy, Lotyšska a Estonska Spojené státy na určitou dobu tím, že do oblasti poslaly 3000 vojáků a přes 100 kusů těžké vojenské techniky včetně tanků M1 Abrams, BVP M2 Bradley a vozidel Humvee. Cílem této akce, která byla v březnu 2015 ukončena, bylo podle armádního generála Johna O'Connora odradit Rusko od případných hrozeb v této oblasti. Severoatlantická aliance také hodlá v oblasti vytvořit jednotku rychlého nasazení s 5 tisíci muži a šesti velitelskými centry nejen v Pobaltí, ale i v dalších státech východní Evropy (mj. v Polsku).
6. května 2015 začalo v Litvě vojenské cvičení s názvem Úder blesku. Účastní se ho 3000 vojáků s cílem odvrátit případný útok ruských neoznačených vojáků a separatistů na nový litevský plynový terminál, budovy místní samosprávy, sklady a letiště podle krymského scénáře. Nadále probíhalo také cvičení Zaibo Kiritis v Lotyšsku se 3000 vojáky včetně amerického 7. pěšího pluku Cottonbaler a americké těžké techniky, která dorazila v březnu. Největší cvičení se konalo v Estonsku, kde cvičilo 13 tisíc vojáků a příslušníků polovojenské Estonské obranné ligy, čtyři americké tanky Abrams a belgická, britská a německá proudová letadla. 4. května pak zahájilo NATO v Severním moři největší protiponorkové cvičení Dynamic Mongoose. Jedenáct zemí na něj vyslalo 5000 vojáků a námořníků, třináct lodí a čtyři ponorky a cílem cvičení je uniknout odhalení a torpédovat cizí lodě. Mezi účastníky poprvé v historii figuruje i neutrální Švédsko.
Na leden 2017 je naplánováno nasazení první kompletně vyzbrojené americké obrněné brigády o síle 4500 mužů s těžkou technikou. Brigáda se rozdělí mezi Polsko, Pobaltí, Rumunsko a Bulharsko. Má jít o signál podpory spojencům, kteří se bojí rostoucí agresivity Ruska, především těm s Ruskem bezprostředně sousedícím. Dalším posílením vojenské přítomnosti NATO na hranicích s Ruskem bude rozmístění čtyř vícenárodních praporů o síle až 1000 vojáků, které proběhne taktéž v lednu 2017. Polský prapor povedou Spojené státy, litevský Německo, lotyšský Kanada a estonský Británie.
V říjnu 2016 Vladimir Putin prohlásil, že ruské armády se není třeba obávat. Nepředstavuje prý takovou hrozbu, jak by se mohlo zdát, a neplánuje žádný útok. Rusko prý také nijak nepůsobí na průběh amerických voleb. Podle zpravodaje Miroslava Karase přitom v uplynulých měsících narušila ruská vojenská letadla několikrát vzdušný prostor Estonska a Litvy, ruská média si pohrávala nejednou se scénářem napadení Pobaltí a ruská armáda pořádala cvičení blízko hranic a rozmístila Iskandery v Kaliningradské oblasti, což klidu pobaltských politiků nepomáhá. Litva se rozhodla zavést znovu povinnou vojenskou službu a lidem rozdává letáky s radami jak postupovat v případě ruské invaze, jak rozeznat ruská vozidla, jak informovat litevské ozbrojené síly apod.
V listopadu 2016 prohlásil Vladimir Putin, že kvůli expanzi NATO směrem na východ Evropy bude muset Rusko zavést protiopatření. V Kaliningradské oblasti tak rozmístí další rakety Iskander a k protiraketovému systému S-300 přidají systém S-400. Jde především o odpověď na budovanou protiraketovou obranu v zemích NATO, s kterou Rusko ostře nesouhlasí, a chce tak získat možnost zasáhnout objekty této obrany.

#### Možné scénáře napadení Pobaltí a obranyschopnost
Ačkoliv je Pobaltí součástí NATO, aliance v současnosti nedokáže úspěšně bránit toto území v případě útoku ze strany Ruska. Podle simulací think-tanku RAND z léta 2014 až jara 2015 by v případě útoku podle krymského scénáře trvalo ruským jednotkám dobýt území za 36 až maximálně 60 hodin. Jako záminka hypotetické invaze model uvažoval ruskojazyčnou menšinu v Estonsku a Lotyšsku. Alianční síly by musely při obraně projít hrdlem mezi Běloruskem a Kaliningradskou oblastí, které by pravděpodobně bylo přiškrceno ostřelováním dělostřelectva a bombardováním. K hlavním městům Rize a Talinu to mají přitom dále než Rusové od ruských hranic. Studie Rusům přiřkla podle vzorce nasazení ruských sil na Ukrajině, kdy tehdy každá zapojená armáda vyčlenila uskupení na úrovni praporu, 25 praporů mechanizované, motorizované a námořní pěchoty a parašutistů, 10 praporů dělostřelectva, pět praporů raketometů země-země a vrtulníky Mi-24. Všechny jednotky ze západního vojenského okruhu a z Kaliningradské oblasti. Proti nim stálo 7 praporů estonské a lotyšské lehké pěchoty, 4 prapory litevské pěchoty, 1 prapor britských parašutistů, 2 prapory americké výsadkové pěchoty, 1 prapor obrněnců Stryker a útočné helikoptéry. Víc jednotek se během sedmidenní uvažované eskalace nestihlo zapojit. Převaha Rusů v modelu byla zřetelná. Rusové mají jednotky mobilní a obrněné, estonská a lotyšská pěchota by se nestihla ani stáhnout a byla by zničena na místě. Západu nestačilo ani silné letectvo. Výsledkem studie je doporučení investovat 2,7 mld. USD ročně do obrany Pobaltí. NATO některé kroky na posílení obrany těchto států už podniklo, ale v současnosti stále na obranu před případnou invazí nestačí.
V říjnu 2016 tentýž závěr vydala i studie Reinforcing Deterrence on NATO’s Eastern Flank americké výzkumné instituce RAND Corporation, podle níž by byla dobyta města Tallinn a/nebo Riga do 60 hodin. Studie doporučila k ubránění území nasadit sedm mechanizovaných brigád s příslušnou dělostřeleckou a leteckou podporou. NATO přitom mělo v Pobaltí v době vydání studie pouze symbolickou sílu několika praporů. V případě, že by bylo jednou Pobaltí obsazeno, NATO by mělo jen omezené a špatné možnosti na odpověď.

### Ostatní západní státy
Posílení vlivu Ruska na západě jeho hranic se bojí ale také dosud neutrální členové programu Partnerství pro mír Finsko a Švédsko, které začaly v létě 2014 uvažovat o nějaké formě partnerství s NATO. V reakci na to uvedl Sergej Markov, že by mohlo tímto krokem Finsko způsobit třetí světovou válku a před takovými snahami Finsko nepřímo varoval i ruský ministr zahraničí Sergej Lavrov. Finský prezident Sauli Niinistö přitom novinářům řekl, že země by při napadení Ruskem neměla žádnou šanci se ubránit. V roce 2022 po Ruské invazi na Ukrajinu postoje změnily a Švédsko a Finsko současně podali přihlášky do NATO. Finsko bylo přijato 4. dubna 2023. Členství Švédska je nadále blokováno Tureckem. Finsko v návaznosti na politickou situaci začalo s výstavbou plotu podél celé hranice s Ruskem. Ruská odezva byla pouze verbální. Jejich vstup do NATO prakticky znamená totální kontrolu na Baltským mořem a umožňuje rychlou a kompletní blokádu Petrohradu.

### Obrana před ruskou propagandou
Evropská unie přišla v březnu 2015 s plánem do června stanovit způsob, jak bojovat proti ruské dezinformační kampani. V lednu problematiku nebezpečí ruské propagandy probírali na svém setkání ministři zahraničí Evropské unie. Už dříve zazněla možnost vzniku unijní ruskojazyčné televize. Diplomaté zdůrazňují, že je potřeba na ruskou propagandu odpovídat nikoliv vlastní propagandou, ale podáváním kvalitních informací a vyvracením dezinformací.

### Kritika výroků některých představitelů NATO
V březnu 2015, po uzavření příměří v Minsku mezi proruskými separatisty v Donbasu a ukrajinskou vládou, němečtí představitelé z okruhu kancléřky Merkelové kritizovali vrchního velitele sil NATO v Evropě amerického generála Philipa Breedlova za „nepravdivá tvrzení a přehnané soudy“ o přítomnosti ruských vojsk na Ukrajině, které podle nich zbytečně vyhrocují ukrajinskou krizi a ohrožují důvěryhodnost NATO. Podle anglickojazyčného internetového vydání německého zpravodajského magazínu Der Spiegel generál Breedlove v posledních měsících mnohokrát veřejně varoval před hrozící ruskou invazí nebo před přítomností vysokého počtu ruských vojáků na Ukrajině, a pokaždé se podle německé rozvědky jeho informace ukázaly jako přehnané nebo nepravdivé. Znepokojení nad výroky generála Breedlova vyjádřili i někteří velvyslanci členských států při NATO.